# Ballydehob

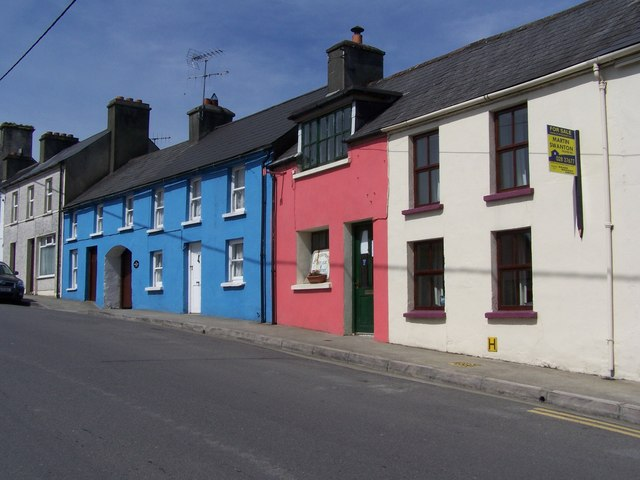

Ballydehob est une commune irlandaise située au sud du pays sur la côte de la mer Celtique, dans le Comté de Cork. En 2016 elle compte 274 habitants.
Son nom vient de l'irlandais Béal an Dá Chab.

## Jumelage
La commune est jumelée à Cléden-Cap-Sizun en France.